# 商品樣品
樣品在商業宣傳上所指的是顧客在購買前所拿到的試驗品或體驗品，通常樣品為免費的，但是一般都為少量並且限制數量。樣品通常都為較貴或高價商品，為了讓消費者能夠在購買前先體驗至滿意為止。大多在百貨公司專櫃或是大賣場較高價的商品。

## 樣品種類
- 化妝品
- 食品試吃